# Дорнбірн (округ)
Бецирк Дорбірн — округ Австрійської федеральної землі Форарльберг.

## Адміністративний поділ
Округ поділено на 3 громади, з яких 2 міста, а ще одне — ярмаркове містечко.
Міста
- Дорнбірн
- Гоенемс

Містечка
- Лустенау

## Демографія
Населення округу за роками за даними статистичного бюро Австрії

## Виноски
1. ↑  Statistik Austria. Архів оригіналу за 2 травня 2015. Процитовано 23 червня 2013.

| Австрія | Це незавершена стаття з географії Австрії. Ви можете допомогти проєкту, виправивши або дописавши її. |